# 天然パールピンク
『天然パールピンク』（てんねんパールピンク）は、2002年～2004年に『LaLa』（白泉社）に掲載された田中メカの漫画作品。コミックスは全4巻。

## あらすじ
桃野珠子は、人気絶頂のアイドル・桃野真珠の隠し子である。幼い頃の約束を胸に貫二の前に現れるが、貫二は何も覚えていなかった。

## 主な登場人物
桃野 珠子（ももの たまこ）
中学3年生。女優・桃野真珠の隠し子。真珠の実家で育つが、現在は乾家に居候中。貫二が好き。野生派で身軽。
乾 貫二（いぬい かんじ）
高校3年生。弱小芸能事務所「ドッグラン」社長の息子。アイドルの才能を見抜くセンサーの持ち主。
乾 欽一（いぬい きんいち）
貫二の父親。「ドッグラン」社長。
桃野 真珠（ももの しんじゅ）
珠子の母親でアイドル女優。本名は真子。「アイドル刑事MOMOKO」で人気がでる。「ドッグラン」所属。
菱川 雷蔵（ひしかわ らいぞう）
高校2年生。「ドッグラン」所属のタレント。「rain」のメンバー。貫二に才能を見いだされてデビュー。
雪也（ゆきや）
高校3年生。「rain」のメンバー。優しい性格であがり症。
氷雨（ひさめ）
中学3年生。「rain」のメンバー。無口。
真島 イワオ（まじま いわお）
脚本家。「アイドル刑事MOMOKO」、「スターレイン」などを手がける。
黒谷 芹香（くろたに せりか）
子役出身の女優。

## ドラマCD
2004年1月23日発売。

### キャスト
- 桃野珠子：西村ちなみ
- 乾貫二：谷山紀章
- 乾欽一：藤原啓治
- 桃野真珠：大原さやか
- 菱川雷蔵：櫻井孝宏
- 真島イワオ：三木眞一郎
- 雪也：千葉進歩
- 氷雨：甲斐田ゆき
- 黒谷芹香：宮島依里
- 怪盗ハンサム：岸祐二
- 桃野貫太郎忠致：竹本英史